# Acanthocalycium violaceum
 Acanthocalycium violaceum este o specie de plantă de flori aparținând familiei Cactaceae.

## Loc de Origine
Provincia de Cordoba Argentina

## Descriere
Cactus care este în general solitar, de formă globulară sau prelungită, cu vârful puțin deprimat de aproximativ 30 cm înălțime și 15 cm diametru. Flori verticale în formă clopot, roz violete, de 4 cm lungime și lățime, poate avea 1 la 5 flori.

## Cultivare
Se cultivă cu ajutorul semințelor.

## Observații
Temperatura medie minimă este de 7 °C. Irigare regulată vara și foarte puțină iarna.

## Sinonim
- Acanthocalycium spiniflorum. (K.Shumann) Backeb.

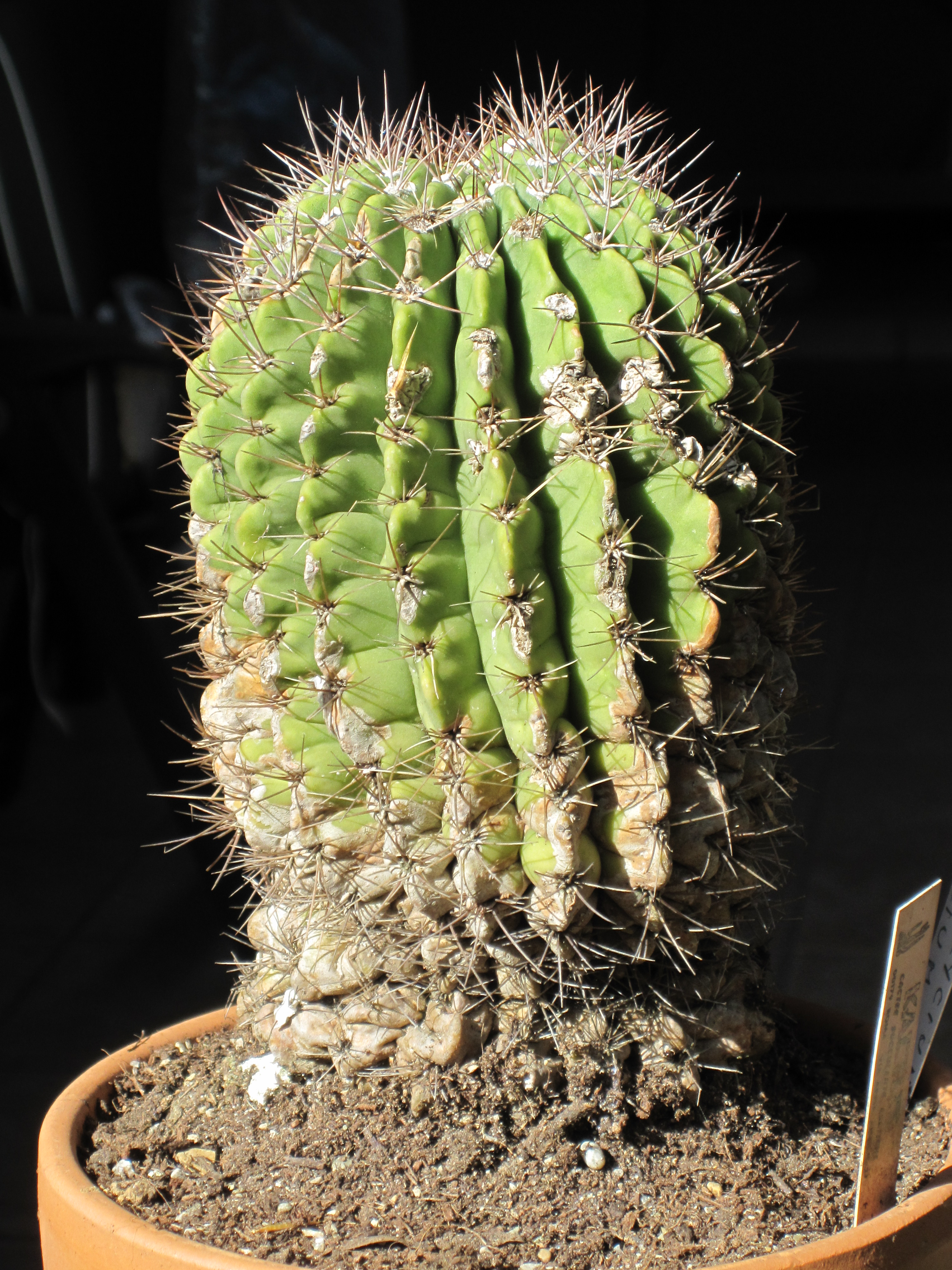
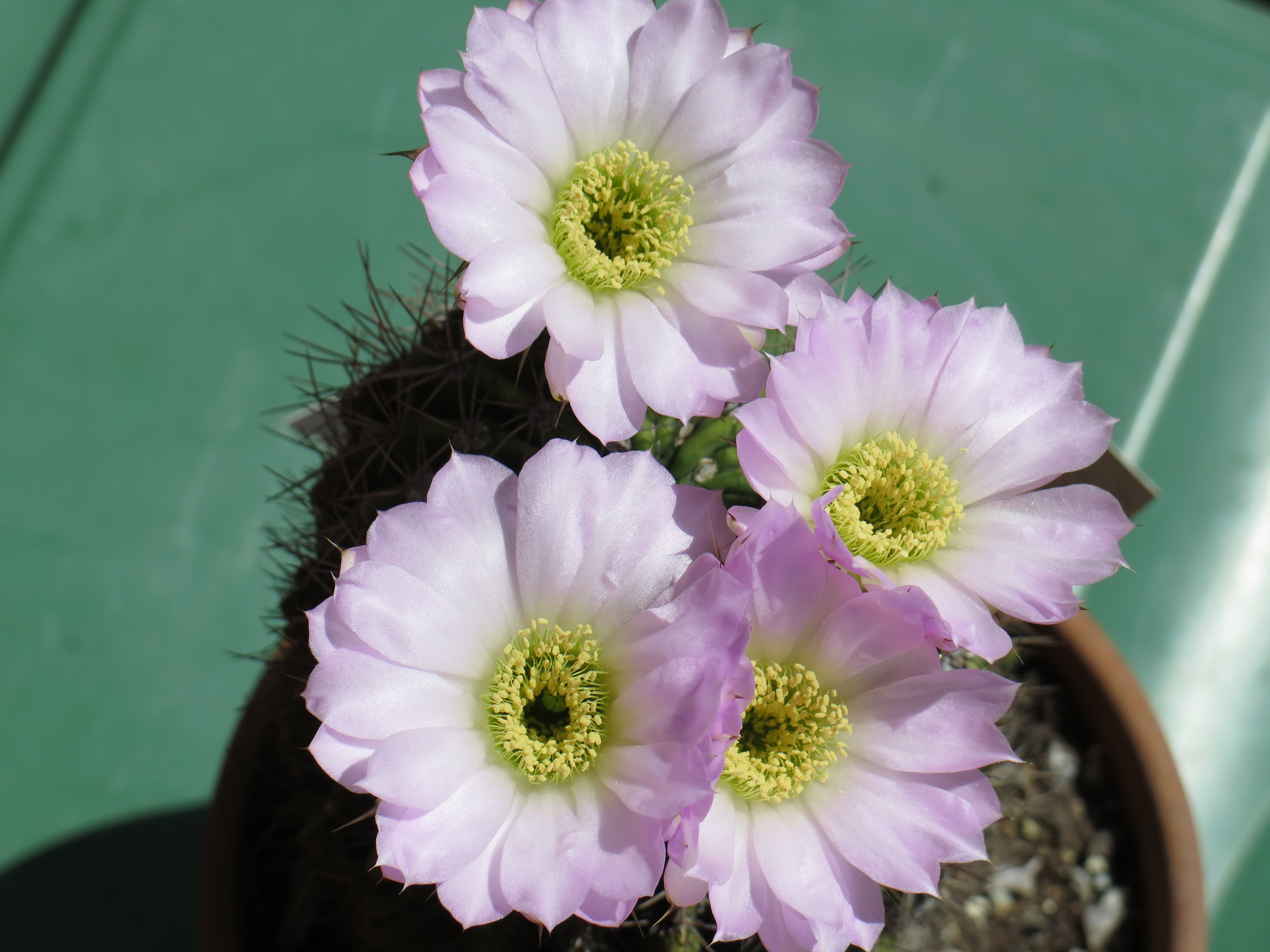